# Liste der Kulturdenkmäler in Alsfeld
Die folgende Liste enthält die in der Denkmaltopographie ausgewiesenen Kulturdenkmäler auf dem Gebiet  der  Stadt Alsfeld, Vogelsbergkreis, Hessen.
Hinweis: Die Reihenfolge der Denkmäler in dieser Liste orientiert sich zunächst an Stadtteilen und anschließend der Anschrift, alternativ ist sie auch nach der Bezeichnung, der vom Landesamt für Denkmalpflege vergebenen Nummer oder der Bauzeit sortierbar.
Kulturdenkmäler werden fortlaufend im Denkmalverzeichnis des Landes Hessen durch das Landesamt für Denkmalpflege Hessen auf Basis des Hessischen Denkmalschutzgesetzes (HDSchG) geführt. Die Schutzwürdigkeit eines Kulturdenkmals hängt nicht von der Eintragung in das Denkmalverzeichnis des Landes Hessen oder der Veröffentlichung in der Denkmaltopographie ab.

Das Vorhandensein oder Fehlen eines Objekts in dieser Liste ist keine rechtsverbindliche Auskunft darüber, ob es Kulturdenkmal ist oder nicht: Diese Liste entspricht möglicherweise nicht dem aktuellen Stand der offiziellen Denkmaltopographie. Diese ist für Hessen in den entsprechenden Bänden der Denkmaltopographie Bundesrepublik Deutschland und im Internet unter DenkXweb – Kulturdenkmäler in Hessen einsehbar. Auch diese Quellen sind, obwohl sie durch das Landesamt für Denkmalpflege Hessen aktualisiert werden, nicht immer aktuell, da es im Denkmalbestand immer wieder Änderungen gibt.
Eine verbindliche Auskunft erteilt allein das Landesamt für Denkmalpflege Hessen.
Nutze diese Kartenansicht, um Koordinaten in der Liste zu setzen. In dieser Kartenansicht sind Kulturdenkmale ohne Koordinaten mit einem roten bzw. orangen Marker dargestellt und können in der Karte gesetzt werden. Kulturdenkmale ohne Bild sind mit einem blauen bzw. roten Marker gekennzeichnet, Kulturdenkmale mit Bild mit einem grünen bzw. orangen Marker.

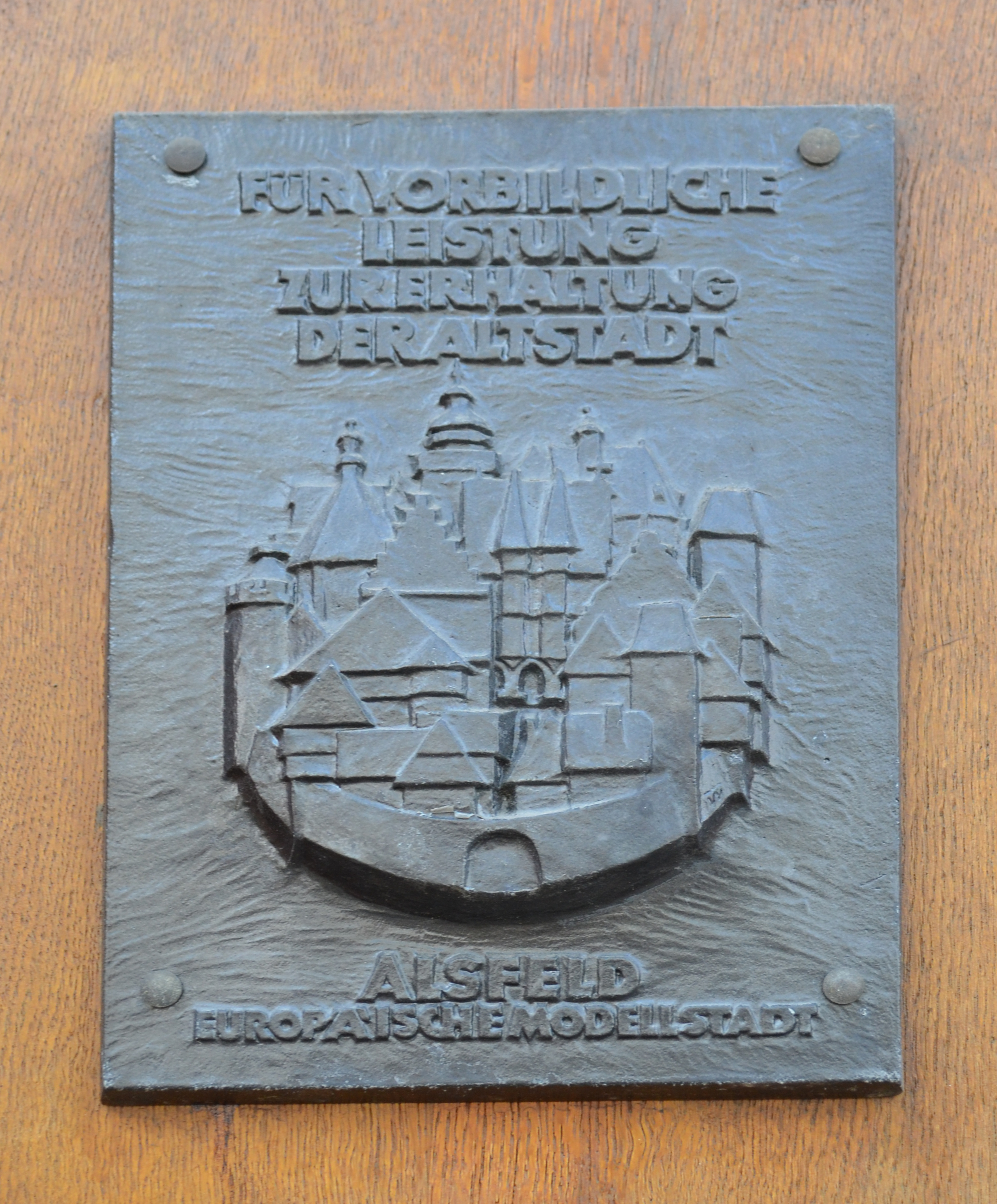
Plakette Vorbildliche Leistung

Die Kulturdenkmäler der Ortsteile sind in eigenen Listen erfasst:
- Liste der Kulturdenkmäler in Altenburg
- Liste der Kulturdenkmäler in Angenrod
- Liste der Kulturdenkmäler in Berfa
- Liste der Kulturdenkmäler in Billertshausen
- Liste der Kulturdenkmäler in Eifa
- Liste der Kulturdenkmäler in Elbenrod
- Liste der Kulturdenkmäler in Eudorf
- Liste der Kulturdenkmäler in Fischbach
- Liste der Kulturdenkmäler in Hattendorf
- Liste der Kulturdenkmäler in Heidelbach
- Liste der Kulturdenkmäler in Leusel
- Liste der Kulturdenkmäler in Liederbach
- Liste der Kulturdenkmäler in Lingelbach
- Liste der Kulturdenkmäler in Münch-Leusel
- Liste der Kulturdenkmäler in Reibertenrod
- Liste der Kulturdenkmäler in Schwabenrod

## Gesamtanlagen

### Gesamtanlage I – Historische Altstadt
| Bild            | Bezeichnung          | Lage | Beschreibung | Bauzeit | Objekt-Nr. |
| --------------- | -------------------- | --- | ------------ | ------- | ---------- |
| Bild gesucht BW | Historische Altstadt | Am Kreuz, Amthof, Badergasse, Baugasse, Blaupfütze, Burggäßchen, Dreimannsgasse, Enggasse, Grabbrunnen, Hersfelder Straße, Hofstatt, Kaplaneigasse, Kirchplatz, Klostermauerweg, Mainzer Gasse, Mainzer Tor, Markt, Metzgergasse, Neurathgasse, Obere Fulder Gasse, Obergasse, Pfarrgasse, Rittergasse, Roßmarkt, Sackgasse, Schäfergasse, Schaufußgasse, Schnepfenhain, Steinborngasse, Untere Fulder Gasse, Untergasse, Vietorgasse, Wollwebergasse, Gesamtanlage I Lage |              |         | 12006 DDB  |

### Gesamtanlage II – Südliche Stadterweiterung
| Bild                      | Bezeichnung               | Lage | Beschreibung | Bauzeit | Objekt-Nr. |
| ------------------------- | ------------------------- | --- | ------------ | ------- | ---------- |
| südliche Stadterweiterung | südliche Stadterweiterung | Alicestraße 24–44, 27–39; Altenburger Straße 1–43, 2–56; Am Hofacker 2; Am Liebchen; Bürgermeister-Haas-Straße 1; Grünberger Straße 1–47, 2-42; Im Junkergarten 1–15, 6–14; Jahnstraße 1–9, 2–10; Klostergäßchen; Mainzer Tor 11–17, 14–18; Marburger Straße 2–20; Schillerstraße 1, 4–16; Volkmarstraße 6–14, 9–23; Walkmühlenweg 1, 2–10; Wallgasse 21–41, 44; Zeller Weg 3 Lage |              |         | 12240 DDB  |

### Gesamtanlage III – Nördliche Stadterweiterung
| Bild            | Bezeichnung                | Lage | Beschreibung | Bauzeit | Objekt-Nr. |
| --------------- | -------------------------- | --- | ------------ | ------- | ---------- |
| Bild gesucht BW | nördliche Stadterweiterung | Alicestraße 2–22; Berggäßchen 2, 5–9; Hinter der Mauer 19; Im Kleegarten 6; In der Rambach 1–9, 15, 2–14; Marburger Straße 11–23; Reibertenröder Weg 1–3, 2–8; Schwabenröder Straße 1–45, 2–28 Lage |              |         | 12296 DDB  |

### Gesamtanlage IV
| Bild            | Bezeichnung | Lage                                          | Beschreibung | Bauzeit | Objekt-Nr. |
| --------------- | ----------- | --------------------------------------------- | ------------ | ------- | ---------- |
| Bild gesucht BW |             | Rodenbergstraße 1–17, 2–12; Sandweg 2–10 Lage |              |         | 12320 DDB  |

### Gesamtanlage V
| Bild            | Bezeichnung | Lage                                                                                          | Beschreibung | Bauzeit | Objekt-Nr. |
| --------------- | ----------- | --------------------------------------------------------------------------------------------- | ------------ | ------- | ---------- |
| Bild gesucht BW |             | Burgmauerweg 11a, 13; Färbergasse 2, 3, 5; Hersfelder Straße 38–64, 39–59; Hortgasse 4–8 Lage |              |         | 12625 DDB  |

### Gesamtanlage VI A
| Bild            | Bezeichnung       | Lage | Beschreibung | Bauzeit | Objekt-Nr. |
| --------------- | ----------------- | --- | ------------ | ------- | ---------- |
| Bild gesucht BW | Krebsbachsiedlung | Altenburger Straße 45–49; Bürgermeister-Haas-Straße 16–38, 23–41; In der Krebsbach 2; Jahnstraße 28–42; Ostpreußenstraße (ohne 9a und 9b); Schlesienstraße 2–12; Sudetenlandstraße Lage |              |         | 12624 DDB  |

### Gesamtanlage VI B
| Bild            | Bezeichnung              | Lage                                             | Beschreibung | Bauzeit | Objekt-Nr. |
| --------------- | ------------------------ | ------------------------------------------------ | ------------ | ------- | ---------- |
| Bild gesucht BW | Tilemann-Schnabel-Straße | Jahnstraße 20, 22; Tilemann-Schnabel-Straße Lage |              |         | 12623 DDB  |

### Gesamtanlage VII
| Bild                                    | Bezeichnung        | Lage                          | Beschreibung | Bauzeit | Objekt-Nr. |
| --------------------------------------- | ------------------ | ----------------------------- | ------------ | ------- | ---------- |
| Ruine der ehemaligen Pfeifenfabrik Raab | Pfeifenfabrik Raab | Altenburger Straße 60–68 Lage |              |         | 933644 DDB |

## Einzeldenkmäler
| Bild                            | Bezeichnung                                               | Lage                                                                                         | Beschreibung | Bauzeit   | Objekt-Nr. |
| ------------------------------- | --------------------------------------------------------- | -------------------------------------------------------------------------------------------- | --- | --------- | ---------- |
| weitere Bilder                  | Wohnhaus und Gartenhaus                                   | Alsfeld, Alicestraße 15 LageFlur: 1, Flurstück: 856                                          | Zweigeschossiges Wohnhaus in neobarocker Formensprache des Heimatstils, vermutlich aus der Zeit vor dem Ersten Weltkrieg. Das Dach ist allseitig mansardiert, mittelrisalitartiges Zwerchhaus zur Straßenseite. |           | 13004 DDB  |
| weitere Bilder                  | Wohn- und Geschäftshaus                                   | Alsfeld, Alicestraße 16 LageFlur: 1, Flurstück: 224                                          | Backsteinwohn- und Geschäftshaus mit einem achtseitigen Erker in einer Fachwerkkonstruktion an der Ecke zur Lutherstraße. | 1891      | 13005 DDB  |
| Wohnhaus                        | Wohnhaus                                                  | Alsfeld, Alicestraße 17 LageFlur: 1, Flurstück: 855/2                                        | |           | 13006 DDB  |
| Wohnhaus                        | Wohnhaus                                                  | Alsfeld, Alicestraße 31 LageFlur: 1, Flurstück: 869                                          | Für den Bauherrn Philipp Rudolph entstand dieses repräsentative Wohnhaus, dessen polygonal gebrochener Erker einen besonderen Akzent setzt. Das Haus wird von einem ausgebauten Schopfwalmdach bedeckt. Als prägender Bestandteil der kurz vor dem Ersten Weltkrieg entstandenen Bebauung ist das Haus aus städtebaulichen Aspekten denkmalwert. | 1911–1912 | 13007 DDB  |
| Wohnhaus                        | Wohnhaus                                                  | Alsfeld, Alicestraße 33 LageFlur: 1, Flurstück: 870                                          | Das kurz vor Beginn des Ersten Weltkriegs erbaute zweigeschossige Wohnhaus hat bedeutende städtebauliche Präsenz. Kennzeichnend ist die konsequente Axialität des Fassadenaufrisses sowie das abgewalmte Dach. |           | 13008 DDB  |
| weitere Bilder                  | Wohnhaus                                                  | Alsfeld, Alicestraße 39 LageFlur: 1, Flurstück: 874                                          | Dieses großzügig dimensionierte Wohnhaus entstand nach einem Entwurf des renommierten Gießener Architekten Gustav Hamann, mit der Bauausführung war Karl Kalt beauftragt. | 1906      | 13009 DDB  |
| weitere Bilder                  | Wohnhaus                                                  | Alsfeld, Alicestraße 44 LageFlur: 1, Flurstück: 275/1                                        | |           | 13010 DDB  |
| weitere Bilder                  | Fachwerkwohnhaus                                          | Alsfeld, Altenburger Straße 1 LageFlur: 1, Flurstück: 294                                    | |           | 13011 DDB  |
| weitere Bilder                  | Fachwerkgebäude                                           | Alsfeld, Altenburger Straße 4 LageFlur: 1, Flurstück: 368                                    | |           | 15925 DDB  |
| weitere Bilder                  | Mehrfamilienhaus                                          | Alsfeld, Altenburger Straße 21 LageFlur: 1, Flurstück: 927/2                                 | |           | 13013 DDB  |
| Wohn- und Geschäftshaus         | Wohn- und Geschäftshaus                                   | Alsfeld, Altenburger Straße 38 LageFlur: 1, Flurstück: 963/3                                 | |           | 13014 DDB  |
| weitere Bilder                  | Wohnhaus                                                  | Alsfeld, Altenburger Straße 43 LageFlur: 19, Flurstück: 97                                   | |           | 13015 DDB  |
| weitere Bilder                  | Villenbau                                                 | Alsfeld, Altenburger Straße 52 LageFlur: 20, Flurstück: 40/1                                 | |           | 13016 DDB  |
| Landhaus                        | Landhaus                                                  | Alsfeld, Altenburger Straße 54 LageFlur: 20, Flurstück: 39                                   | |           | 13017 DDB  |
| weitere Bilder                  | Wohnhaus                                                  | Alsfeld, Altenburger Straße 56 LageFlur: 20, Flurstück: 36                                   | |           | 13018 DDB  |
| weitere Bilder                  | Villa + ehemaliges Fabrikgebäude sowie die Holzmühle      | Alsfeld, Altenburger Straße 60, 62, 66, 68 LageFlur: 20, Flurstück: 14/4, 12, 13, 15/2, 8, 9 | Villa Raab, ehemaliges Fabrikgebäude sowie die Holzmühle. Geplant und entworfen wurde die Villa des Fabrikanten Ludwig Raab im Dezember 1902 im Stil des Neubarock in der Fassadenarchitektur mit Elementen des Jugendstils durch den Iserlohner Architekten Otto Leppin (1850–1937). Von 2015 bis 2019 wurde die vom Verfall bedrohte Villa umfassend saniert. | 1904      | 13019 DDB  |
| weitere Bilder                  | Fachwerkwohnhaus                                          | Alsfeld, Am Kreuz 2, Untere Fulder Gasse 1 LageFlur: 1, Flurstück: 457                       | |           | 13020 DDB  |
| weitere Bilder                  | Wohn- / Wirtschaftsgebäude                                | Alsfeld, Am Kreuz 4/6 LageFlur: 1, Flurstück: 452/3, 456/2                                   | |           | 13021 DDB  |
| weitere Bilder                  | Fachwerkwohnhaus                                          | Alsfeld, Am Kreuz 5 LageFlur: 1, Flurstück: 18                                               | |           | 13022 DDB  |
| weitere Bilder                  | Fachwerkwohnhaus                                          | Alsfeld, Am Kreuz 8 LageFlur: 1, Flurstück: 451/1                                            | |           | 13023 DDB  |
| weitere Bilder                  | Alte Druckerei                                            | Alsfeld, Am Kreuz 10, Steinborngasse 2A LageFlur: 1, Flurstück: 447/3, 447/4                 | |           | 13024 DDB  |
| weitere Bilder                  | Fachwerkwohnhaus                                          | Alsfeld, Am Kreuz 12 LageFlur: 1, Flurstück: 446                                             | |           | 13025 DDB  |
| weitere Bilder                  | Fachwerkwohnhaus                                          | Alsfeld, Amthof 1, 3, 5 LageFlur: 1, Flurstück: 634, 635, 636, 640                           | |           | 13027 DDB  |
| weitere Bilder                  | Fachwerkwohnhaus                                          | Alsfeld, Amthof 2 LageFlur: 1, Flurstück: 724                                                | |           | 13028 DDB  |
| weitere Bilder                  | Fachwerkwohnhaus                                          | Alsfeld, Amthof 4/6 LageFlur: 1, Flurstück: 723/1, 723/2                                     | |           | 13029 DDB  |
| weitere Bilder                  | Fachwerkgebäude                                           | Alsfeld, Amthof 8 LageFlur: 1, Flurstück: 722                                                | Bedeutendes Fachwerkhaus der Spätgotik, um 1470 erbaut, mit starkem Geschossvorsprung und kurzen überblatteten Fußstreben. An der oberen Ecke Hängepfosten, gerade Knaggen. Im Erdgeschoss völlig verändert. |           | 13030 DDB  |
| weitere Bilder                  | Fachwerkwohnhaus                                          | Alsfeld, Amthof 10 LageFlur: 1, Flurstück: 764/4                                             | |           | 13031 DDB  |
| weitere Bilder                  | Fachwerkhaus                                              | Alsfeld, Amthof 13 LageFlur: 1, Flurstück: 641/1                                             | Mächtiges dreigeschossiges Fachwerkhaus aus der Frühzeit des Rähmbaues um 1520. Die gekrümmten langen Streben erinnern an das Rathaus. Starkes Holzwerk, erst neuerdings freigelegt. |           | 13033 DDB  |
| weitere Bilder                  | Fachwerkwohnhaus                                          | Alsfeld, Amthof 15 LageFlur: 1, Flurstück: 652                                               | |           | 13034 DDB  |
| weitere Bilder                  | Fachwerkwohnhaus                                          | Alsfeld, Amthof 17 LageFlur: 1, Flurstück: 653                                               | |           | 13035 DDB  |
| Gartenhaus                      | Gartenhaus                                                | Alsfeld, Am Völsingtempel 5 LageFlur: 7, Flurstück: 39                                       | In der Nähe des Friedhofes befindet sich außerhalb der historischen Ortslage ein Gartenhaus, das als baulicher Überrest des ehemals barocken Grüngürtels um die Stadt aus geschichtlichen Gründen schützenswert ist. |           | 13026 DDB  |
| weitere Bilder                  | Fachwerkwohnhaus                                          | Alsfeld, Badergasse 6 LageFlur: 1, Flurstück: 402                                            | |           | 13036 DDB  |
| Fachwerkhaus                    | Fachwerkhaus                                              | Alsfeld, Badergasse 7 LageFlur: 1, Flurstück: 406                                            | |           | 13037 DDB  |
| Fachwerkhaus                    | Fachwerkhaus                                              | Alsfeld, Badergasse 9 LageFlur: 1, Flurstück: 441                                            | |           | 13038 DDB  |
| Wohnhaus                        | Wohnhaus                                                  | Alsfeld, Bahnhofstraße 5 LageFlur: 1, Flurstück: 860                                         | |           | 13039 DDB  |
| weitere Bilder                  | Bahnhofempfangsgebäude, Unterführung und Gleisüberdachung | Alsfeld, Bahnhofstraße 14, Bahnhof LageFlur: 10, Flurstück: 145/1, 147/10                    | erbaut 1914/15 |           | 13040 DDB  |
| Fachwerkgebäude                 | Fachwerkgebäude                                           | Alsfeld, Baugasse 1 LageFlur: 1, Flurstück: 27                                               | |           | 13041 DDB  |
| weitere Bilder                  | Fachwerkbau                                               | Alsfeld, Baugasse 6 LageFlur: 1, Flurstück: 19                                               | |           | 13042 DDB  |
| Wohnhaus                        | Wohnhaus                                                  | Alsfeld, Berggäßchen 2 LageFlur: 1, Flurstück: 814                                           | |           | 13043 DDB  |
| Wirtschaftsgebäude              | Wirtschaftsgebäude                                        | Alsfeld, Blaupfütze 2 LageFlur: 1, Flurstück: 691                                            | |           | 13044 DDB  |
| Scheune                         | Scheune                                                   | Alsfeld, Blaupfütze 16 LageFlur: 1, Flurstück: 686/2                                         | |           | 13046 DDB  |
| weitere Bilder                  | Wohnhaus                                                  | Alsfeld, Blaupfütze 25 LageFlur: 1, Flurstück: 699                                           | |           | 110283 DDB |
| weitere Bilder                  | Fachwerkwohnhaus                                          | Alsfeld, Blaupfütze 32 LageFlur: 1, Flurstück: 680                                           | |           | 13045 DDB  |
| Fachwerkgebäude                 | Fachwerkgebäude                                           | Alsfeld, Burggäßchen 1 LageFlur: 1, Flurstück: 569                                           | |           | 13047 DDB  |
| weitere Bilder                  | Fachwerkhaus                                              | Alsfeld, Dreimannsgasse 1/3 LageFlur: 1, Flurstück: 102, 103                                 | |           | 13048 DDB  |
| weitere Bilder                  | Fachwerkhaus                                              | Alsfeld, Dreimannsgasse 2 LageFlur: 1, Flurstück: 94                                         | |           | 13049 DDB  |
| weitere Bilder                  | Fachwerkhaus                                              | Alsfeld, Enggasse 2/4, Enggasse LageFlur: 1, Flurstück: 649, 650, 651                        | |           | 13050 DDB  |
| Häusergruppe                    | Häusergruppe                                              | Alsfeld, Enggasse 5, 7, 9, 11 LageFlur: 1, Flurstück: 645/1, 646/1, 647, 648                 | |           | 13051 DDB  |
| Bild gesucht BW                 | Fachwerkwohngebäude                                       | Alsfeld, Fulder Tor 32, Mühlgraben LageFlur: 20, 21, Flurstück: 208/1, 209, 246/4, 300       | |           | 13053 DDB  |
| weitere Bilder                  | Fachwerkhaus                                              | Alsfeld, Grabbrunnen 1 LageFlur: 1, Flurstück: 601                                           | |           | 13054 DDB  |
| weitere Bilder                  | Fachwerkhäusergruppe                                      | Alsfeld, Grabbrunnen 2, 3, 4 LageFlur: 1, Flurstück: 598/4, 599/1, 600/1                     | |           | 13347 DDB  |
| Fachwerkgebäude                 | Fachwerkgebäude                                           | Alsfeld, Grünberger Straße 4 LageFlur: 1, Flurstück: 299                                     | |           | 13055 DDB  |
| Mehrfamilienhaus                | Mehrfamilienhaus                                          | Alsfeld, Grünberger Straße 10 LageFlur: 1, Flurstück: 303                                    | |           | 13056 DDB  |
| weitere Bilder                  | Fachwerkgebäude                                           | Alsfeld, Grünberger Straße 13 LageFlur: 1, Flurstück: 286                                    | |           | 13057 DDB  |
| weitere Bilder                  | Wohngebäude                                               | Alsfeld, Grünberger Straße 20 LageFlur: 1, Flurstück: 318/2                                  | |           | 13058 DDB  |
| weitere Bilder                  | Wohnhaus                                                  | Alsfeld, Grünberger Straße 22 LageFlur: 1, Flurstück: 320/1                                  | |           | 13059 DDB  |
| Wohnhaus                        | Wohnhaus                                                  | Alsfeld, Grünberger Straße 25 LageFlur: 1, Flurstück: 277/3                                  | |           | 13060 DDB  |
| weitere Bilder                  | Wohnhaus                                                  | Alsfeld, Grünberger Straße 28 LageFlur: 1, Flurstück: 900/1                                  | |           | 13061 DDB  |
| Wohnhaus                        | Wohnhaus                                                  | Alsfeld, Grünberger Straße 29 LageFlur: 1, Flurstück: 281/2                                  | |           | 13062 DDB  |
| Wohnhaus                        | Wohnhaus                                                  | Alsfeld, Grünberger Straße 30 LageFlur: 1, Flurstück: 899/1                                  | |           | 13063 DDB  |
| Wohnhaus                        | Wohnhaus                                                  | Alsfeld, Grünberger Straße 41 LageFlur: 1, Flurstück: 888/1                                  | |           | 13064 DDB  |
| Wohngebäude                     | Wohngebäude                                               | Alsfeld, Grünberger Straße 43 LageFlur: 1, Flurstück: 890                                    | |           | 13065 DDB  |
| Mehrfamilienhaus                | Mehrfamilienhaus                                          | Alsfeld, Grünberger Straße 45 LageFlur: 1, Flurstück: 891/3                                  | |           | 13066 DDB  |
| Bild gesucht BW                 | Sachteil Dampfmaschine                                    | Alsfeld, Grünberger Straße 68 LageFlur: 19, Flurstück: 12/26                                 | |           | 924097 DDB |
| weitere Bilder                  | Fachwerkbau                                               | Alsfeld, Hersfelder Straße 1 LageFlur: 1, Flurstück: 654                                     | |           | 13067 DDB  |
| weitere Bilder                  | Fachwerkwohnhaus                                          | Alsfeld, Hersfelder Straße 5 LageFlur: 1, Flurstück: 656                                     | |           | 13068 DDB  |
| weitere Bilder                  | Fachwerkgebäude                                           | Alsfeld, Hersfelder Straße 6/8 LageFlur: 1, Flurstück: 717, 718                              | |           | 13069 DDB  |
| weitere Bilder                  | Fachwerkwohnhaus                                          | Alsfeld, Hersfelder Straße 7 LageFlur: 1, Flurstück: 657                                     | |           | 13070 DDB  |
| weitere Bilder                  | Fachwerkgebäude                                           | Alsfeld, Hersfelder Straße 9 LageFlur: 1, Flurstück: 658                                     | |           | 13071 DDB  |
| weitere Bilder                  | Fachwerkgebäude                                           | Alsfeld, Hersfelder Straße 10/12 LageFlur: 1, Flurstück: 713/1, 716/1                        | Um 1375 erbautes Ständerhaus mit 2 × 7 Ständern (Langpfosten) in den seitlichen Außenwänden und zwei vorgehängten Geschossen an der Giebelseite. 1959 freigelegt, Sanierung auf der linken Seite begonnen. Nach den neuesten Erkenntnissen war es ursprünglich kein Doppelhaus und besaß im vorderen Teil eine zweigeschossige Halle über die ganze Hausbreite. Die verblatteten Eckversteifungen, die Brust- und Fußriegel sowie die Hängepfosten sind zum Teil noch ursprünglich, desgleichen die langen Knaggen unter den Geschossvorsprüngen. |           | 13072 DDB  |
| weitere Bilder                  | Fachwerkgebäude                                           | Alsfeld, Hersfelder Straße 11 LageFlur: 1, Flurstück: 670/2                                  | |           | 13075 DDB  |
| weitere Bilder                  | Fachwerkgebäude                                           | Alsfeld, Hersfelder Straße 14/16 LageFlur: 1, Flurstück: 711, 712                            | |           | 13073 DDB  |
| weitere Bilder                  | Fachwerkhaus                                              | Alsfeld, Hersfelder Straße 15 LageFlur: 1, Flurstück: 672/1                                  | Sehr stattliches Fachwerkhaus, Ende des 15. Jahrhunderts. Ackerbürgerhaus, die beiden Untergeschosse zusammengefasst. An der Traufseite mit Ständerkonstruktion, am Giebel unter den Geschossvorsprüngen mit geschweiften Knaggen besetzt. |           | 13074 DDB  |
| weitere Bilder                  | Fachwerkwohnhaus                                          | Alsfeld, Hersfelder Straße 19/21 LageFlur: 1, Flurstück: 674/1, 675                          | |           | 13076 DDB  |
| weitere Bilder                  | Fachwerkwohnhaus                                          | Alsfeld, Hersfelder Straße 23 LageFlur: 1, Flurstück: 678                                    | |           | 13077 DDB  |
| weitere Bilder                  | Fachwerkwohnhaus                                          | Alsfeld, Hersfelder Straße 24 LageFlur: 1, Flurstück: 706/6                                  | Straßenraumprägendes Fachwerkwohnhaus aus dem Jahr 1688 mit einem interessanten Gerüstraster: im ersten Obergeschoß findet sich unterhalb der verspringenden Verriegelung eine friesartige Aneinanderreihung einfacher Fußstreben an den Eck- und Bundständern. Die Eckständer sind in diesem Bereich mit figürlichen Motiven besonderer Qualität ausgestattet. Darüber verfestigen im zweiten Obergeschoß einfach verriegelte Mannfiguren an den Eck- und Bundständern das regelmäßig strukturierte Fachwerkgefüge. Die Eckständer verzieren eingelegte Rundstäbe mit abschließenden Voluten. Im Bereich des Geschoßüberstandes finden sich an der Unterkante der Schwelle eingelegte Taustäbe, die Füllhölzer werden von einem Eierstab besetzt. |           | 13078 DDB  |
| weitere Bilder                  | Fachwerkwohnhaus                                          | Alsfeld, Hersfelder Straße 26 LageFlur: 1, Flurstück: 706/6                                  | |           | 13079 DDB  |
| weitere Bilder                  | Fachwerkwohnhaus                                          | Alsfeld, Hersfelder Straße 28 LageFlur: 1, Flurstück: 705                                    | In einem Sockelstein inschriftlich datiertes Fachwerkwohnhaus aus dem Jahr 1730. Das giebelständige Gebäude verfügt über ein verputztes Erdgeschoß, darüber steigen zwei verschindelte Geschosse auf. Als markanter Bestandteil einer städtebaulich wichtigen Gebäudestaffel ist das Haus im Abschnitt dieses Teiles der Gesamtanlage Kulturdenkmal. |           | 13080 DDB  |
| weitere Bilder                  | Fachwerkbau                                               | Alsfeld, Hersfelder Straße 30 LageFlur: 1, Flurstück: 704/2                                  | |           | 13081 DDB  |
| weitere Bilder                  | Fachwerkwohnhaus                                          | Alsfeld, Hersfelder Straße 34/36 LageFlur: 1, Flurstück: 701/1, 702                          | |           | 13082 DDB  |
| Dreibogenbrücke                 | Dreibogenbrücke                                           | Alsfeld, Hersfelder Straße o. Nr., Schwalm (GEW II) LageFlur: 22, Flurstück: 26              | |           | 12338 DDB  |
| Fachwerkwohnhaus                | Fachwerkwohnhaus                                          | Alsfeld, Hochstraße 1 LageFlur: 10, Flurstück: 284                                           | |           | 13083 DDB  |
| weitere Bilder                  | Mehrfamilienhaus                                          | Alsfeld, Hochstraße 13 LageFlur: 10, Flurstück: 290/1                                        | Das oberhalb der Stadt gelegenes frühere Mehrfamilienwohnhaus hat zwei Geschossen und eine Wohnnutzung im Dach. Heute wird das Haus als Hotel genutzt. Das Erdgeschoß ist verputzt, das Obergeschoß wird durch wenig vortretende Erker in einer Fachwerkkonstruktion aufgewertet. Das Dach des Hauses ist mit Schieferschindeln eingedeckt. | um 1910   | 13084 DDB  |
| Landhaus                        | Landhaus                                                  | Alsfeld, Hochstraße 17 LageFlur: 10, Flurstück: 292                                          | |           | 13085 DDB  |
| weitere Bilder                  | Fachwerkwohnhaus                                          | Alsfeld, Hofstatt 13 LageFlur: 1, Flurstück: 781                                             | |           | 13086 DDB  |
| weitere Bilder                  | Fachwerkwohnhaus                                          | Alsfeld, Hofstatt 21 LageFlur: 1, Flurstück: 777                                             | |           | 13087 DDB  |
| Einfamilienhaus                 | Einfamilienhaus                                           | Alsfeld, Im Junkergarten 7 LageFlur: 1, Flurstück: 977/1                                     | Schlichtes Einfamilienhaus aus einer Bauzeit kurz vor dem Ersten Weltkrieg mit gebäudetypischem Mansarddach und polygonalem Eckerker an der Straßenseite. |           | 13089 DDB  |
| Wohngebäude                     | Wohngebäude                                               | Alsfeld, Im Junkergarten 9 LageFlur: 1, Flurstück: 976                                       | Schlichtes Wohngebäude in ähnlicher Ausprägung wie der Nachbarbau mit Mansarddach und Eckerker. Aus städtebaulichen Gründen schützenswert. |           | 13090 DDB  |
| Wohnhaus                        | Wohnhaus                                                  | Alsfeld, In der Rambach LageFlur: 2, Flurstück: 538/17                                       | |           | 15923 DDB  |
| weitere Bilder                  | Landhaus                                                  | Alsfeld, In der Rambach 1 LageFlur: 2, Flurstück: 21                                         | | 1905      | 13091 DDB  |
| weitere Bilder                  | Wohnhaus                                                  | Alsfeld, In der Rambach 3 LageFlur: 2, Flurstück: 26/3                                       | |           | 13092 DDB  |
| Bild gesucht BW                 | Wohnhaus                                                  | Alsfeld, In der Rambach 5 LageFlur: 2, Flurstück: 29/3                                       | |           | 13093 DDB  |
| weitere Bilder                  | Turnhalle mit Wohnbereich                                 | Alsfeld, Jahnstraße 10 LageFlur: 1, Flurstück: 919                                           | |           | 13095 DDB  |
| weitere Bilder                  | Fachwerkhaus                                              | Alsfeld, Kaplaneigasse 1 LageFlur: 1, Flurstück: 739                                         | |           | 13096 DDB  |
| Bild gesucht BW                 | Fachwerkbau                                               | Alsfeld, Kaplaneigasse 4/6 LageFlur: 1, Flurstück: 749/4, 751                                | |           | 13097 DDB  |
| weitere Bilder                  | Berghöfersches Haus                                       | Alsfeld, Kaplaneigasse 8 LageFlur: 1, Flurstück: 752                                         | |           | 13098 DDB  |
| weitere Bilder                  | Walpurgiskirche                                           | Alsfeld, Kirchplatz 1 LageFlur: 1, Flurstück: 1                                              | Städtische Hauptkirche mit komplizierter Baugeschichte, die sich sowohl in der inneren Gestaltung als auch im äußeren Aufbau widerspiegelt. Ältester Bestand in Form einer kleinen 3-Apsidenbasilika durch Freilegung der Fundamente 1971/72 nachgewiesen. Um diese herum entstand im späten 13. Jahrhundert eine frühgotische Basilika mit gestrecktem, aber niedrigem Chor und Westturm. In spätgotischer Zeit ab 1393 Neubau des Chores in verlängerter und wesentlich höherer Form. Zum geplanten Neubau des Langhauses kam es nicht, vielmehr wurde die bestehende Basilika 1472 und später durch Erhöhung und Verbreiterung der Seitenschiffe und Ausbruch hoher Arkaden zu einer Art Hallenkirche umgestaltet.                              |           | 13099 DDB  |
| weitere Bilder                  | Ehemalige Schule                                          | Alsfeld, Kirchplatz 2 LageFlur: 1, Flurstück: 632/1                                          | Das ehemalige Schulhaus der Stadt wurde im Jahre 1696 anstelle eines Vorgängerbaues von 1508 erbaut. In jetzigem Haus wurde am 3. März 1802 der berühmt hessische Schulreformer Wilhelm Jakob Georg Curtmann geboren. Mit 14 Jahren kam er auf das Gymnasium in Gießen, wo man die hohe Begabung bald erkannte. An der Universität in Gießen legte er sein Doktorexamen ab. Neben seiner vielseitigen Tätigkeit auf pädagogischem Gebiet verfasst er zahlreiche Bücher. W. Curtmann starb am 6. Februar 1871 in Gießen. |           | 13100 DDB  |
| weitere Bilder                  | Pfarrhaus                                                 | Alsfeld, Kirchplatz 4 LageFlur: 1, Flurstück: 633/2                                          | |           | 13101 DDB  |
| weitere Bilder                  | 2 Fachwerkhäuser                                          | Alsfeld, Kirchplatz 5 LageFlur: 1, Flurstück: 725                                            | |           | 13102 DDB  |
| weitere Bilder                  | Beinhaus                                                  | Alsfeld, Kirchplatz 6 LageFlur: 1, Flurstück: 726/1                                          | Spätgotische Kapelle, erbaut 1368 umgebaut 1510, an der Nordseite des Kirchplatzes zur Aufbewahrung der Gebeine aus dem umliegenden Friedhof, diente späterhin profanen Zwecken. Anfang 20. Jahrhundert durch Aufsetzen eines Mansarddaches verändert. Nach Restaurierung 1982 Stadtarchiv. |           | 13103 DDB  |
| weitere Bilder                  | Fachwerkwohnhaus                                          | Alsfeld, Kirchplatz 8 LageFlur: 1, Flurstück: 729                                            | |           | 13104 DDB  |
| weitere Bilder                  | Fachwerkwohnhaus                                          | Alsfeld, Kirchplatz 9 LageFlur: 1, Flurstück: 730                                            | |           | 13105 DDB  |
| weitere Bilder                  | Fachwerkhaus                                              | Alsfeld, Kirchplatz 10 LageFlur: 1, Flurstück: 732                                           | Interessantes Fachwerkhaus mit Konstruktionsformen, langen Knaggen, vom 15. bis 17. Jahrhundert. Nach dem Kirchplatz im mittleren Geschoss Fachwerk 15. Jahrhundert ( Geschoss-überstand, kurze Streben, Knaggen), im obersten Geschoss und Giebel 16. Jahrhundert (lange Streben), an Kaplaneigasse einheitliches Fachwerk 16. Jahrhundert, an der westlichen Längsseite 15. und 17. Jahrhundert. |           | 13106 DDB  |
| weitere Bilder                  | Leonhardsturm                                             | Alsfeld, Klostermauerweg LageFlur: 1, Flurstück: 1203/3                                      | Als einziger der zahlreichen Mauer- und Tortürme der alten Stadtbefestigung erhalten, Rundturm mit Kegel und Zinnenkranz, 27 m hoch, 1386 erbaut, nur von ehemaliger Stadtmauer zugänglich, im Erdgeschoss Gefangenenverlies, im Volksmund „Storchennest“ genannt, wurde 1986 restauriert. |           | 12214 DDB  |
| weitere Bilder                  | Amtsgericht                                               | Alsfeld, Landgraf-Hermann-Straße 1 LageFlur: 1, Flurstück: 721/3                             | erbaut in den 1860er Jahren |           | 13032 DDB  |
| Postamt                         | Postamt                                                   | Alsfeld, Ludwigsplatz 1 LageFlur: 2, Flurstück: 549/2                                        | Das städtebaulich als Begrenzung des Ludwigsplatzes wirksame Gebäude ist architektonisch nüchtern und klar im Sinne des Neuen Bauens gestaltet, der Entwurf stammt vom Alsfelder Stadtbaumeister Hoffmann. | 1928–1929 | 13107 DDB  |
| Wohnhaus                        | Wohnhaus                                                  | Alsfeld, Ludwigsplatz 2/3 LageFlur: 1, Flurstück: 810/2, 811/14                              | |           | 13108 DDB  |
| Bild gesucht BW                 | Wohn- und Geschäftshaus                                   | Alsfeld, Ludwigsplatz 8 LageFlur: 1, Flurstück: 210                                          | |           | 926378 DDB |
| Fachwerkwohnhaus                | Fachwerkwohnhaus                                          | Alsfeld, Mainzer Gasse 2 LageFlur: 1, Flurstück: 29/1                                        | |           | 13109 DDB  |
| Fachwerkhaus                    | Fachwerkhaus                                              | Alsfeld, Mainzer Gasse 4 LageFlur: 1, Flurstück: 30/1                                        | |           | 13110 DDB  |
| Scheune und Hintergebäude       | Scheune und Hintergebäude                                 | Alsfeld, Mainzer Gasse 5 LageFlur: 1, Flurstück: 50                                          | |           | 13111 DDB  |
| Fachwerkhaus                    | Fachwerkhaus                                              | Alsfeld, Mainzer Gasse 7 LageFlur: 1, Flurstück: 49                                          | |           | 13112 DDB  |
| Fachwerkhaus                    | Fachwerkhaus                                              | Alsfeld, Mainzer Gasse 8 LageFlur: 1, Flurstück: 32/1                                        | |           | 13113 DDB  |
| Eckhaus                         | Eckhaus                                                   | Alsfeld, Mainzer Gasse 9 LageFlur: 1, Flurstück: 48                                          | |           | 13114 DDB  |
| Wohnhaus                        | Wohnhaus                                                  | Alsfeld, Mainzer Gasse 10 LageFlur: 1, Flurstück: 40                                         | |           | 13115 DDB  |
| weitere Bilder                  | Fachwerkhaus                                              | Alsfeld, Mainzer Gasse 11 LageFlur: 1, Flurstück: 138/3                                      | |           | 13116 DDB  |
| weitere Bilder                  | Doppelhaus                                                | Alsfeld, Mainzer Gasse 13/15 LageFlur: 1, Flurstück: 139/1, 140/1                            | |           | 13117 DDB  |
| Wohnhaus                        | Wohnhaus                                                  | Alsfeld, Mainzer Gasse 16 LageFlur: 1, Flurstück: 41                                         | |           | 13118 DDB  |
| Bild gesucht BW                 | Wohn- und Geschäftshaus                                   | Alsfeld, Mainzer Gasse 18 LageFlur: 1, Flurstück: 44                                         | |           | 927992 DDB |
| weitere Bilder                  | Fachwerkhaus                                              | Alsfeld, Mainzer Gasse 19/21 LageFlur: 1, Flurstück: 142/2                                   | Früher Rähmbau um 1520 mit starkem Holzwerk und vorstehenden Balkenköpfen, noch ziemlich ursprünglich und dem Fachwerk des Rathauses verwandt. |           | 13119 DDB  |
| Wohn- und Geschäftshaus         | Wohn- und Geschäftshaus                                   | Alsfeld, Mainzer Gasse 20 LageFlur: 1, Flurstück: 45                                         | |           | 13120 DDB  |
| Wohn- und Geschäftshaus         | Wohn- und Geschäftshaus                                   | Alsfeld, Mainzer Gasse 22/24 LageFlur: 1, Flurstück: 47/1                                    | |           | 13121 DDB  |
| weitere Bilder                  | Fachwerkgebäude                                           | Alsfeld, Mainzer Gasse 23 LageFlur: 1, Flurstück: 143/2                                      | |           | 13122 DDB  |
| Fachwerkhaus                    | Fachwerkhaus                                              | Alsfeld, Mainzer Gasse 25/27 LageFlur: 1, Flurstück: 145/2                                   | |           | 13123 DDB  |
| Fachwerkdoppelhaus              | Fachwerkdoppelhaus                                        | Alsfeld, Mainzer Tor 2 LageFlur: 1, Flurstück: 384                                           | |           | 13124 DDB  |
| Bild gesucht BW                 | Fachwerkhaus                                              | Alsfeld, Mainzer Tor 3 LageFlur: 1, Flurstück: 147/3                                         | |           | 13125 DDB  |
| weitere Bilder                  | Doppelhaus                                                | Alsfeld, Mainzer Tor 4/6 LageFlur: 1, Flurstück: 379, 383                                    | |           | 13126 DDB  |
| weitere Bilder                  | Fachwerkwohnhaus                                          | Alsfeld, Mainzer Tor 5/7 LageFlur: 1, Flurstück: 148, 149                                    | |           | 13127 DDB  |
| weitere Bilder                  | Doppelhaus                                                | Alsfeld, Mainzer Tor 8/10 LageFlur: 1, Flurstück: 381, 382                                   | |           | 13128 DDB  |
| weitere Bilder                  | Fachwerkwohnhaus                                          | Alsfeld, Mainzer Tor 12 LageFlur: 1, Flurstück: 380                                          | |           | 13129 DDB  |
| Wohn- und Wirtschaftsgebäude    | Wohn- und Wirtschaftsgebäude                              | Alsfeld, Mainzer Tor 14/16 LageFlur: 1, Flurstück: 372, 373                                  | |           | 13130 DDB  |
| Wohnhaus                        | Wohnhaus                                                  | Alsfeld, Mainzer Tor 18 LageFlur: 1, Flurstück: 371                                          | Am Rande der historischen Stadtgrenze gelegenes Wohnhaus in zwei Geschossen und abschließendem Mansarddach. Die Rückseite des Hauses zeigt ein schlichtes Fachwerksystem aus 3/4-Streben an den Eckständern, die in das erste Drittel des 19. Jh. datieren. Die Vorderseite des Hauses, in fünf Achsen erschlossen, ist verputzt. |           | 13131 DDB  |
| Wohnhaus                        | Wohnhaus                                                  | Alsfeld, Marburger Straße 19 LageFlur: 1, Flurstück: 233                                     | |           | 13132 DDB  |
| Villa                           | Villa                                                     | Alsfeld, Marburger Straße 39 LageFlur: 10, Flurstück: 106/1                                  | Die Villa wurde für den Unternehmer Georg Dietrich Bücking in der Nähe seiner Mechanischen Kleiderfabrik Alsfeld erbaut. Der Hauseingang ist durch eine Freitreppe und eine Säulenvorhalle betont, zum repräsentativen Charakter passt auch das hier in den Bauschmuck integrierte Familienwappen Bückings. Unter Denkmalschutz stehen hier auch die Einfriedung und die Gartengestaltung. | 1902      | 13133 DDB  |
| weitere Bilder                  | Villa                                                     | Alsfeld, Marburger Straße 60 LageFlur: 10, Flurstück: 267                                    | |           | 13134 DDB  |
| Wohngebäude                     | Wohngebäude                                               | Alsfeld, Marburger Straße 62 LageFlur: 10, Flurstück: 264/2                                  | |           | 13135 DDB  |
| Wohnhaus                        | Wohnhaus                                                  | Alsfeld, Marburger Straße 65 LageFlur: 10, Flurstück: 38                                     | |           | 13136 DDB  |
| Landwirtschaftsschule           | Landwirtschaftsschule                                     | Alsfeld, Marburger Straße 69 LageFlur: 10, Flurstück: 36, 43                                 | |           | 13137 DDB  |
| weitere Bilder                  | Rathaus                                                   | Alsfeld, Markt 1 LageFlur: 1, Flurstück: 4                                                   | Bedeutender Fachwerkbau aus dem 16. Jahrhundert |           | 13138 DDB  |
| weitere Bilder                  | Fachwerkbau                                               | Alsfeld, Markt 2 LageFlur: 1, Flurstück: 2                                                   | Ältestes Fachwerkhaus von Alsfeld. Mittelalterliches Fachwerk in Ständerbauweise, aus drei Teilen von 1350/51, 1403 und 1464/65 bestehend, zwei tonnengewölbte Keller von Vorgängerbebauung aus der Zeit der Stadtgründung. Über Erdgeschosshalle weite Vorkragungen. Restaurierung. Vor der Rückseite „Schwälmer Brunnen“ als Zeichen der Verbundenheit mit dem Trachtengebiet der „Schwalm“, 1958 errichtet. |           | 13139 DDB  |
| weitere Bilder                  | Weinhaus                                                  | Alsfeld, Markt 3 LageFlur: 1, Flurstück: 3                                                   | 1538 von Hans von Frankfurt begonnen, diente für Weinlagerung und -ausschank, städtisches Privileg. Übergangsformen zwischen Gotik und Renaissance, steile Treppengiebel mit Fächerrosetten. Die ursprünglich ungleichmäßig angeordneten reizvollen „Vorhangbogenfenster“ wurden 1840/43 leider durch Rundbogenfenster ersetzt, einige Gewändeteile sind noch sichtbar. An der Marktplatzecke der ehemalige „Pranger“. |           | 13140 DDB  |
| weitere Bilder                  | Bücking-Haus                                              | Alsfeld, Markt 4 LageFlur: 1, Flurstück: 54                                                  | |           | 13141 DDB  |
| Wohnhaus                        | Wohnhaus                                                  | Alsfeld, Markt 5 LageFlur: 1, Flurstück: 56                                                  | |           | 13142 DDB  |
| weitere Bilder                  | Wohngebäude                                               | Alsfeld, Markt 6 LageFlur: 1, Flurstück: 53                                                  | 1609 an der Südwestseite des Marktplatzes erbaut und etwas später zur Rittergasse in ähnlicher Form hin erweitert. Das früheste Alsfelder Fachwerkhaus mit Schnitzwerk. Monumentales Schriftband an der Längsseite, an der Mainzer Gasse niedersächsische Fächerrosette, geschnitzte Eckpfosten, insbesondere an der linken Ecke der Bauherr Jost Stumpf in zeitgenössischer Tracht. |           | 13143 DDB  |
| weitere Bilder                  | Hochzeitshaus                                             | Alsfeld, Markt 7 LageFlur: 1, Flurstück: 28                                                  | Eines der wenigen Steingebäude der Stadt, 1564–1571 durch Hans Meurer als städtisches Tanz- und Festhaus in Formen der Renaissance erbaut, wie die geschwungenen Giebel, der Erker und die Portale zeigen. Die ursprüngliche Funktion für die Festlichkeiten bereits im 18. Jahrhundert erloschen, neuerdings für gastronomische Zwecke und für Diensträume der städtischen Verwaltung umgebaut. |           | 13144 DDB  |
| weitere Bilder                  | Wohnhaus                                                  | Alsfeld, Markt 8 LageFlur: 1, Flurstück: 15                                                  | Spätmittelalterliches Haus um 1500 erbaut. Durch frühere Umbauten an der Giebelseite mehrfach verändert, an der Traufseite noch ursprünglich. Das Fachwerk der Giebelseite wurde neuerdings mit Hilfe von alten Hölzern behutsam ergänzt und dadurch das Bild des Marktplatzes erheblich verbessert, Gotisches Spitzdach. |           | 13145 DDB  |
| Wohn- und Geschäftshaus         | Wohn- und Geschäftshaus                                   | Alsfeld, Markt 9 LageFlur: 1, Flurstück: 14/1                                                | |           | 13146 DDB  |
| weitere Bilder                  | Fachwerkwohnhaus                                          | Alsfeld, Markt 10 LageFlur: 1, Flurstück: 13                                                 | |           | 13147 DDB  |
| Massivbau                       | Massivbau                                                 | Alsfeld, Markt 12 LageFlur: 1, Flurstück: 11/2                                               | Hier stand einst ein mächtiges Fachwerkhaus mit einer breiten Tordurchfahrt, der Gasthof zum Schwanen. Es wird erzählt, dass Martin Luther hier im Gasthaus „Zum Schwanen“ im Jahre 1521, auf seiner Reise nach Worms, übernachtete. Das Fachwerkgebäude wurde abgerissen und im Jahre 1883 durch den neogotischen Massivbau ersetzt. Heute finden Sie hier das Tourist Center Alsfeld mit Informationen über die Stadt und die angrenzenden Regionen. |           | 13148 DDB  |
| Wohnhaus                        | Wohnhaus                                                  | Alsfeld, Markt 13 LageFlur: 1, Flurstück: 5/1                                                | Viergeschossiges schmales Giebelhaus mit einfachem Fachwerk, dat. 1726. In den Obergeschossen entspricht die Hausbreite jeweils einem Zimmer. |           | 13149 DDB  |
| weitere Bilder                  | Fachwerkhaus                                              | Alsfeld, Markt 14 LageFlur: 1, Flurstück: 6/1                                                | |           | 13150 DDB  |
| Fachwerkhaus                    | Fachwerkhaus                                              | Alsfeld, Markt 15 LageFlur: 1, Flurstück: 629/1                                              | |           | 13151 DDB  |
| Fachwerkhaus                    | Fachwerkhaus                                              | Alsfeld, Markt 16, Kirchplatz 2 LageFlur: 1, Flurstück: 632/1                                | |           | 13152 DDB  |
| Doppelhaus                      | Doppelhaus                                                | Alsfeld, Metzgergasse 1/3 LageFlur: 1, Flurstück: 540, 541                                   | |           | 13153 DDB  |
| Fachwerkhaus                    | Fachwerkhaus                                              | Alsfeld, Metzgergasse 10 LageFlur: 1, Flurstück: 553/4                                       | |           | 13154 DDB  |
| Fachwerkwohnhaus                | Fachwerkwohnhaus                                          | Alsfeld, Metzgergasse 15, Untere Fulder Gasse 26 LageFlur: 1, Flurstück: 523, 550            | Giebelständig zur Metzgergasse orientiertes Fachwerkwohnhaus in einer Ständer/Rähm-Mischbauweise, um 1600 erbaut. Die Fachwerkkonstruktion des Hauses besteht aus einem konstruktiven Gefüge, das von Streben an den Eckständern versteift wird. |           | 13155 DDB  |
| Fachwerkwohnhaus                | Fachwerkwohnhaus                                          | Alsfeld, Metzgergasse 16 LageFlur: 1, Flurstück: 510/3                                       | |           | 13156 DDB  |
| Scheune                         | Scheune                                                   | Alsfeld, Metzgergasse 17 LageFlur: 1, Flurstück: 512                                         | Zweigeschossige, großvolumige Scheune aus der Mitte des 17. Jh. in zwei Geschossen über ausgeprägtem Sockel aus Bruchsteinmauerwerk. Das Fachwerkgerüst und die Schmuckformen dieses Wirtschaftsgebäudes gleichen denjenigen eines zeitgleichen Wohnhauses: an der Hauptfassade artikulieren Mannfiguren mit grandiosem Querschnitt und geschweiftem Profil die Ansicht dieses repräsentativen Baues; der Geschoßüberstand setzt sich mit profilierten Balkenköpfen, Tau- und Seilbändern in Szene. Das opulente Wirtschaftsgebäude eines wohlhabenden Besitzers ist eines der wenigen erhaltenen, städtischen Zweckgebäude aus der Blütezeit Alsfelds.                                                                                            | 1728      | 13157 DDB  |
| Ehemalige Synagoge              | Ehemalige Synagoge                                        | Alsfeld, Metzgergasse 18 LageFlur: 1, Flurstück: 509                                         | |           | 13158 DDB  |
| Fachwerkgebäude                 | Fachwerkgebäude                                           | Alsfeld, Obere Fulder Gasse 1 LageFlur: 1, Flurstück: 7                                      | |           | 13159 DDB  |
| Fachwerkwohnhaus                | Fachwerkwohnhaus                                          | Alsfeld, Obere Fulder Gasse 2 LageFlur: 1, Flurstück: 628                                    | |           | 13160 DDB  |
| Fachwerk-Baukomplex             | Fachwerk-Baukomplex                                       | Alsfeld, Obere Fulder Gasse 3, 5, 7 LageFlur: 1, Flurstück: 10/1, 8/1                        | |           | 13161 DDB  |
| Fachwerkwohnhaus                | Fachwerkwohnhaus                                          | Alsfeld, Obere Fulder Gasse 4, 6, 8 LageFlur: 1, Flurstück: 625, 626, 627/1                  | |           | 13162 DDB  |
| Fachwerkwohnhaus                | Fachwerkwohnhaus                                          | Alsfeld, Obere Fulder Gasse 10 LageFlur: 1, Flurstück: 624/1                                 | Dreigeschossiges, traufständig erschlossenes Fachwerkwohnhaus mit einer gut erhaltenen Bausubstanz in den beiden Obergeschossen aus der zweiten Hälfte des 18. Jh. mit regelmäßiger Gliederung durch Brüstungsstreben und leichte Profilierung der Schwelle. Kulturdenkmal aus geschichtlichen und städtebaulichen Gründen. |           | 13163 DDB  |
| weitere Bilder                  | Fachwerkgebäude                                           | Alsfeld, Obergasse 3 LageFlur: 1, Flurstück: 734                                             | |           | 13164 DDB  |
| weitere Bilder                  | Wohn- und Geschäftshaus                                   | Alsfeld, Obergasse 4 LageFlur: 1, Flurstück: 73/7                                            | |           | 13165 DDB  |
| weitere Bilder                  | Fachwerkhaus                                              | Alsfeld, Obergasse 5 LageFlur: 1, Flurstück: 736/3                                           | Restbestand eines mittelalterlichen Fachwerkhauses mit Geschossvorsprüngen und geschweiften Knaggen. Im Übrigen stark verändert. Im Erdgeschoss wurde versucht, einen modernen Laden stilistisch gut in das Fachwerk einzuordnen. |           | 13166 DDB  |
| weitere Bilder                  | Fachwerkhaus                                              | Alsfeld, Obergasse 7 LageFlur: 1, Flurstück: 737/1                                           | |           | 13167 DDB  |
| weitere Bilder                  | Wohn- und Geschäftshaus                                   | Alsfeld, Obergasse 8 LageFlur: 1, Flurstück: 76/2                                            | |           | 13168 DDB  |
| weitere Bilder                  | Fachwerkhaus                                              | Alsfeld, Obergasse 9 LageFlur: 1, Flurstück: 738                                             | |           | 13169 DDB  |
| weitere Bilder                  | Fachwerkwohnhaus                                          | Alsfeld, Obergasse 10 LageFlur: 1, Flurstück: 77                                             | |           | 13170 DDB  |
| weitere Bilder                  | Fachwerkhaus                                              | Alsfeld, Obergasse 11 LageFlur: 1, Flurstück: 741/4                                          | Bedeutendes Fachwerkhaus mit niedersächsischem Einfluss, um 1470 erbaut, 1967 freigelegt, ursprüngliche Stützenkonstruktion trotz Veränderungen erkennbar. Reste einer Inschrift in gotischen Minuskeln lassen Datierung zu, für diese frühe Zeit in Alsfeld einmalig. Älteste Schrift in einem Fachwerkhaus in Alsfeld. |           | 13171 DDB  |
| weitere Bilder                  | Fachwerkgebäude                                           | Alsfeld, Obergasse 12 LageFlur: 1, Flurstück: 78                                             | |           | 13172 DDB  |
| weitere Bilder                  | Wohn- und Geschäftshaus                                   | Alsfeld, Obergasse 14 LageFlur: 1, Flurstück: 79                                             | |           | 13173 DDB  |
| weitere Bilder                  | Fachwerkwohnhaus                                          | Alsfeld, Obergasse 18 LageFlur: 1, Flurstück: 81/1                                           | |           | 13174 DDB  |
| weitere Bilder                  | Doppelhaus                                                | Alsfeld, Obergasse 20/22 LageFlur: 1, Flurstück: 82/3, 83/4                                  | |           | 13348 DDB  |
| weitere Bilder                  | Eckhaus/Fachwerkhaus                                      | Alsfeld, Obergasse 21 LageFlur: 1, Flurstück: 774/1                                          | |           | 13349 DDB  |
| weitere Bilder                  | Wohn- und Geschäftshaus                                   | Alsfeld, Obergasse 24 LageFlur: 1, Flurstück: 84/1                                           | |           | 13350 DDB  |
| weitere Bilder                  | Fachwerkhaus                                              | Alsfeld, Obergasse 25 LageFlur: 1, Flurstück: 795                                            | |           | 13351 DDB  |
| weitere Bilder                  | Ehemaliges Hallenhaus                                     | Alsfeld, Obergasse 26, Schnepfenhain 1 LageFlur: 1, Flurstück: 191/1, 192                    | Mächtiges dreigeschossiges Eckhaus um 1480. Erst in neuester Zeit als letztes der frühen Alsfelder Fachwerkbauten freigelegt. An der rückseitigen Traufenfront ursprünglich Ständerkonstruktion, unter den Geschossvorsprüngen wiederum Knaggen in geschwungener Form, teilweise ergänzt, an der Ecke Knaggenbündelung. Das Erdgeschoss stark verändert. |           | 13352 DDB  |
| weitere Bilder                  | Fachwerkwohnhaus                                          | Alsfeld, Obergasse 28 LageFlur: 1, Flurstück: 193/2                                          | |           | 13353 DDB  |
| weitere Bilder                  | Eckhaus                                                   | Alsfeld, Obergasse 30/32 LageFlur: 1, Flurstück: 204/1                                       | |           | 13354 DDB  |
| weitere Bilder                  | Kapelle und Friedhof                                      | Alsfeld, Reibertenröder Weg 18/22 LageFlur: 7, Flurstück: 128, 129                           | |           | 12333 DDB  |
| weitere Bilder                  | Jüdischer Friedhof                                        | Alsfeld, Reibertenröder Weg 20, Hinter dem Frauenberg LageFlur: 7, Flurstück: 130, 131       | Errichtet 1878–1879 direkt neben dem christlichen Friedhof und einer Leichenhalle von 1910. Begräbnisstätte des königlichen Landphysikus Sally Rothschild († 1888). | 1878–1879 | 12334 DDB  |
| weitere Bilder                  | Fachwerkwohnhaus                                          | Alsfeld, Rittergasse 2 LageFlur: 1, Flurstück: 58                                            | |           | 13175 DDB  |
| weitere Bilder                  | Neurathhaus und Scheune                                   | Alsfeld, Rittergasse 3/4 LageFlur: 1, Flurstück: 64/4                                        | Mächtiges viergeschossiges Patrizierhaus mit reichem Fachwerk, die beiden Untergeschosse noch zusammengezogen, 1688 erbaut. Breite Toreinfahrt zur rückwärts gelegenen Scheune (1687). Reiche Renaissance-Haustür, nach hessischer Art mit Ober- und Untertür. Sehr starke Eckpfosten mit gutem Schnitzwerk, Fensterumrahmungen thüringischer Art, alte Wandmalereien. |           | 13176 DDB  |
| weitere Bilder                  | Steinhaus                                                 | Alsfeld, Rittergasse 5 LageFlur: 1, Flurstück: 65/1                                          | 1687 als Patrizierhaus erbaut, einziges Bürgerhaus in Steinbauweise und barocken Stilformen. Imposantes Portal mit ausgezeichneten Steinmetzarbeiten, Doppelwappen Minnigerode – Oeyenhausen, prächtige hölzerne Wendeltreppe mit durchlaufendem Spindelpfosten durch 2 Geschosse. Der rückwärtige Hof in den alten Grenzen erhalten. | 1687      | 13177 DDB  |
| weitere Bilder                  | Fachwerkwohnhaus                                          | Alsfeld, Roßmarkt 2 LageFlur: 1, Flurstück: 400                                              | Sehr gutes Fachwerkhaus aus der Blütezeit des Holzbaus um 1690, in Konstruktion dem Neurath-Haus verwandt, wohl vom gleichen Zimmermeister erbaut. |           | 13178 DDB  |
| Fachwerkwohnhaus                | Fachwerkwohnhaus                                          | Alsfeld, Roßmarkt 4 LageFlur: 1, Flurstück: 399                                              | |           | 13179 DDB  |
| Fachwerkhaus                    | Fachwerkhaus                                              | Alsfeld, Roßmarkt 6 LageFlur: 1, Flurstück: 398                                              | |           | 13180 DDB  |
| Bild gesucht BW                 | Fachwerkbau                                               | Alsfeld, Roßmarkt 8 LageFlur: 1, Flurstück: 397                                              | |           | 13181 DDB  |
| Fachwerkwohnhaus                | Fachwerkwohnhaus                                          | Alsfeld, Roßmarkt 10/12 LageFlur: 1, Flurstück: 396                                          | |           | 13182 DDB  |
| Bild gesucht BW                 | Fachwerkhaus                                              | Alsfeld, Roßmarkt 18/20 LageFlur: 1, Flurstück: 388, 389                                     | Teil der Gesamtanlage Historische Altstadt |           | 964380     |
| weitere Bilder                  | Ehemaliges Kloster                                        | Alsfeld, Roßmarkt 26, Volkmarstraße 1 LageFlur: 1, Flurstück: 378/2, 385/3                   | Ehemalige Klosterkirche der Augustiner-Eremiten mit langem, für die Geistlichkeit bestimmtem Chor aus der 2. Hälfte des 14. Jahrhunderts. Um 1435 Anbau einer asymmetrischen Halle mit Mittel- und Seitenschiff; kein Kirchturm (Bettelorden). Kreuzrippengewölbe mit guten Schlusssteinen, schöne Steinkanzel mit hölzernem Schalldeckel um 1663, daneben Reste von Fresken. Unter Beseitigung klassizistischer Einbauten 1960/62 restauriert. |           | 13184 DDB  |
| weitere Bilder                  | Fachwerkhaus                                              | Alsfeld, Sackgasse 2 LageFlur: 1, Flurstück: 134/1                                           | 1628 erbautes Fachwerkhaus im Besitz der Stadt Alsfeld, erfuhr in den Jahren 1968/69 eine durchgreifende Instandsetzung; die Rückseite und die Gebäudevorderseite wurde mit altem Eichenholz neu aufgebaut und das Dach vollkommen erneuert. Auf 2 Etagen findet man in jedem Zimmer Märchen der Brüder Grimm dargestellt. Im gemütlichen Erzählraum werden Märchen vorgetragen. | 1628      | 13185 DDB  |
| Bild gesucht BW                 | Fachwerkscheune                                           | Alsfeld, Schaufußgasse 5 LageFlur: 1, Flurstück: 89/1                                        | |           | 13186 DDB  |
| Fachwerkwohnhaus                | Fachwerkwohnhaus                                          | Alsfeld, Schaufußgasse 11 LageFlur: 1, Flurstück: 93                                         | |           | 13355 DDB  |
| Bild gesucht BW                 | Wohnhaus                                                  | Alsfeld, Schellengasse 8 LageFlur: 2, Flurstück: 553                                         | |           | 13187 DDB  |
| weitere Bilder                  | Albert-Schweitzer-Schule                                  | Alsfeld, Schillerstraße 1 LageFlur: 1, Flurstück: 902/1                                      | Der als staatliche Oberrealschule durch das Großherzogtum Hessen errichtete Bau hat eine dreiflügelige Struktur; die Hauptfassade mit fünfzehn Fensterachsen ist symmetrisch in fünf Segmente gegliedert, von denen die beiden äußeren etwas zurückspringen und das mittlere durch den Haupteingang und den übergiebelten Dachausbau betont ist. Das Walmdach nimmt diese Staffelung auf und trägt mittig einen Belvedere-artigen Dachreiter. | 1908–1909 | 13188 DDB  |
| weitere Bilder                  | Wohnhaus                                                  | Alsfeld, Schillerstraße 4 LageFlur: 1, Flurstück: 322/1                                      | Am Beginn des Straßenzuges befindliches Wohnhaus in zwei Geschossen über bossierter Sockelzone. Das Haus, das kurz vor dem Ersten Weltkrieg erbaut wurde, ist aufgrund seiner städtebaulichen Position erhaltenswert. | 1913      | 13189 DDB  |
| Mehrfamilienhaus                | Mehrfamilienhaus                                          | Alsfeld, Schillerstraße 6/8 LageFlur: 1, Flurstück: 323, 324                                 | Im Jahr 1906 wurde nach den Plänen des Darmstädter Architekten Friedrich Becker ein Mehrfamilienwohnhaus fertiggestellt. Der Bauherr des Hauses, in dem sechs Wohnungen untergebracht waren, war Johannes Knierim. Das Gebäude, das in der Neudeutschen Bauzeitung des Jahres 1910 als vorbildhaft gewürdigt wird, erhebt sich als achtachsiger Putzbau mit schlichten Rechteckfenstern, den Abschluss bildet ein bewohnbares Dachgeschoß. Trotz massiver Veränderungen ist das Gebäude als beachtlicher Typenbau schützenswert. | 1906      | 13190 DDB  |
| weitere Bilder                  | Wohnhaus                                                  | Alsfeld, Schillerstraße 12 LageFlur: 1, Flurstück: 326/8                                     | Wohnhaus in verputztem Mauerwerk über einer ausgeprägten Sockelzone in zwei Geschossen mit einer markanten Dachlandschaft in traufseitiger Ausrichtung. Gebäudetypisch ist das seitlich angeheftete Treppenhaus mit heller Belichtung, über das die Wohnungen erschlossen werden. | um 1910   | 13191 DDB  |
| Fachwerkwohnhaus                | Fachwerkwohnhaus                                          | Alsfeld, Schnepfenhain 3 LageFlur: 1, Flurstück: 186                                         | |           | 13192 DDB  |
| Doppelhaus                      | Doppelhaus                                                | Alsfeld, Schnepfenhain 7/9 LageFlur: 1, Flurstück: 183, 184                                  | |           | 13193 DDB  |
| Wohnhaus                        | Wohnhaus                                                  | Alsfeld, Schnepfenhain 15/17 LageFlur: 1, Flurstück: 178, 179/1                              | |           | 13194 DDB  |
| Fachwerkwohnhaus                | Fachwerkwohnhaus                                          | Alsfeld, Schnepfenhain 20 LageFlur: 1, Flurstück: 119/1                                      | |           | 13195 DDB  |
| Fachwerkhaus                    | Fachwerkhaus                                              | Alsfeld, Schnepfenhain 27 LageFlur: 1, Flurstück: 174/10                                     | |           | 13196 DDB  |
| Ehemalige Landwirtschaftsschule | Ehemalige Landwirtschaftsschule                           | Alsfeld, Schnepfenhain 29 LageFlur: 1, Flurstück: 174/9                                      | |           | 13197 DDB  |
| Fachwerkgebäude                 | Fachwerkgebäude                                           | Alsfeld, Schnepfenhain 31 LageFlur: 1, Flurstück: 173/1                                      | |           | 13198 DDB  |
| Fachwerkwohnhaus                | Fachwerkwohnhaus                                          | Alsfeld, Schnepfenhain 33 LageFlur: 1, Flurstück: 172                                        | |           | 13199 DDB  |
|                                 |                                                           | Alsfeld, Schnepfenhain 47/47A LageFlur: 1, Flurstück: 167/1, 167/3                           | |           | 13200 DDB  |
| Fachwerkwohnhaus                | Fachwerkwohnhaus                                          | Alsfeld, Schnepfenhain 57 LageFlur: 1, Flurstück: 162/1                                      | |           | 13201 DDB  |
| weitere Bilder                  | Fachwerkwohnhaus                                          | Alsfeld, Schützenrain 2 LageFlur: 1, Flurstück: 835/3                                        | |           | 13202 DDB  |
| weitere Bilder                  | Mehrfamilienhaus                                          | Alsfeld, Schützenrain 23 LageFlur: 1, Flurstück: 112/1                                       | |           | 13203 DDB  |
| Wohn- und Geschäftshaus         | Wohn- und Geschäftshaus                                   | Alsfeld, Schwabenröder Straße 4 LageFlur: 1, Flurstück: 812/3                                | |           | 13204 DDB  |
| Finanzamt                       | Finanzamt                                                 | Alsfeld, Schwabenröder Straße 5 LageFlur: 2, Flurstück: 7                                    | |           | 13205 DDB  |
| Wohngebäude                     | Wohngebäude                                               | Alsfeld, Schwabenröder Straße 7 LageFlur: 2, Flurstück: 8/1                                  | |           | 13206 DDB  |
| Wohngebäude                     | Wohngebäude                                               | Alsfeld, Schwabenröder Straße 8 LageFlur: 7, Flurstück: 85/6                                 | |           | 13207 DDB  |
| Wohnhaus                        | Wohnhaus                                                  | Alsfeld, Schwabenröder Straße 14 LageFlur: 7, Flurstück: 82/1                                | |           | 13208 DDB  |
| Landhaus                        | Landhaus                                                  | Alsfeld, Schwabenröder Straße 15 LageFlur: 2, Flurstück: 16                                  | |           | 13209 DDB  |
| Wohnhaus                        | Wohnhaus                                                  | Alsfeld, Schwabenröder Straße 17 LageFlur: 2, Flurstück: 18/2                                | |           | 13210 DDB  |
| Wohngebäude                     | Wohngebäude                                               | Alsfeld, Schwabenröder Straße 22 LageFlur: 7, Flurstück: 74/1                                | |           | 13211 DDB  |
| weitere Bilder                  | Wohnhaus                                                  | Alsfeld, Schwabenröder Straße 24 LageFlur: 7, Flurstück: 72                                  | |           | 13212 DDB  |
| weitere Bilder                  | Wohnhaus                                                  | Alsfeld, Schwabenröder Straße 26 LageFlur: 7, Flurstück: 69                                  | |           | 13213 DDB  |
| weitere Bilder                  | Villa                                                     | Alsfeld, Schwabenröder Straße 28 LageFlur: 7, Flurstück: 67/1                                | |           | 13214 DDB  |
| Wohngebäude                     | Wohngebäude                                               | Alsfeld, Schwabenröder Straße 37 LageFlur: 2, Flurstück: 34/2                                | |           | 13215 DDB  |
| Siedlungshaus                   | Siedlungshaus                                             | Alsfeld, Schwabenröder Straße 40 LageFlur: 7, Flurstück: 19                                  | |           | 13216 DDB  |
| Wohnhaus                        | Wohnhaus                                                  | Alsfeld, Schwabenröder Straße 45 LageFlur: 2, Flurstück: 44/4                                | |           | 13217 DDB  |
| weitere Bilder                  | Fachwerkhäuser                                            | Alsfeld, Steinborngasse 3, 5, 11, 13, 15 LageFlur: 1, Flurstück: 430, 431, 432, 442, 443     | |           | 13218 DDB  |
| Wohnhaus                        | Wohnhaus                                                  | Alsfeld, Steinborngasse 6 LageFlur: 1, Flurstück: 482/1                                      | |           | 13219 DDB  |
| Massivbau                       | Massivbau                                                 | Alsfeld, Steinborngasse 23 LageFlur: 1, Flurstück: 422                                       | |           | 13221 DDB  |
|                                 |                                                           | Alsfeld, Steinborngasse 41 LageFlur: 1, Flurstück: 494/4                                     | Teil der Gesamtanlage Historische Altstadt |           | 858382     |
| Bild gesucht BW                 | Mehrfamilienwohnhaus                                      | Alsfeld, Tilemann-Schnabel-Straße 15/17 LageFlur: 1, Flurstück: 940, 941                     | | um 1910   | 13222 DDB  |
| Bild gesucht BW                 | Wohnhaus                                                  | Alsfeld, Tilemann-Schnabel-Straße 27 LageFlur: 1, Flurstück: 936                             | |           | 13224 DDB  |
| Bild gesucht BW                 | Wohnhaus                                                  | Alsfeld, Tilemann-Schnabel-Straße 38 LageFlur: 19, Flurstück: 72/4                           | |           | 13223 DDB  |
| Bild gesucht BW                 | Wohnhaus                                                  | Alsfeld, Tilemann-Schnabel-Straße 40 LageFlur: 19, Flurstück: 72/3                           | |           | 13225 DDB  |
| Bild gesucht BW                 | Wohnhaus                                                  | Alsfeld, Tilemann-Schnabel-Straße 42 LageFlur: 19, Flurstück: 72/2                           | |           | 13226 DDB  |
| weitere Bilder                  | Doppelhaus                                                | Alsfeld, Untere Fulder Gasse 2/4 LageFlur: 1, Flurstück: 534, 535                            | Fachwerk-Doppelhaus der Übergangszeit um 1490, mit überblatteten, gekrümmten Fußstreben, starkem Geschossüberstand und Knaggen. |           | 13233 DDB  |
| Fachwerkhaus                    | Fachwerkhaus                                              | Alsfeld, Untere Fulder Gasse 3 LageFlur: 1, Flurstück: 458                                   | |           | 13227 DDB  |
| Doppelhaus                      | Doppelhaus                                                | Alsfeld, Untere Fulder Gasse 5/7 LageFlur: 1, Flurstück: 459/1, 460/2                        | |           | 13228 DDB  |
| weitere Bilder                  |                                                           | Alsfeld, Untere Fulder Gasse 11 LageFlur: 1, Flurstück: 462/1                                | Teil der Gesamtanlage Historische Altstadt |           | 946149     |
| weitere Bilder                  | Fachwerkwohnhaus                                          | Alsfeld, Untere Fulder Gasse 15/17 LageFlur: 1, Flurstück: 464, 465                          | Im Giebel geteiltes Doppelhaus um 1500, an der linken Seite noch Ständer-konstruktion, an der rechten Rähmbauweise, im Giebel lange Fußstreben, im Obergeschoss Andreaskreuze, Hausrücksprung für Brunnen, Eckausbildung durch lange Verschwertungen. |           | 13230 DDB  |
| Fachwerkwohnhaus                | Fachwerkwohnhaus                                          | Alsfeld, Untere Fulder Gasse 16/18 LageFlur: 1, Flurstück: 527, 528                          | |           | 13231 DDB  |
| Fachwerkwohnhaus                | Fachwerkwohnhaus                                          | Alsfeld, Untere Fulder Gasse 20 LageFlur: 1, Flurstück: 526                                  | Dreigeschossiges Fachwerkwohnhaus aus dem letzten Drittel des 17. Jh.; alle Hölzer sind in kräftigen Querschnitten ausgeführt. |           | 13231 DDB  |
| Bild gesucht BW                 | Scheune                                                   | Alsfeld, Untere Fulder Gasse 27 LageFlur: 1, Flurstück: 482/1                                | |           | 13232 DDB  |
| Fachwerkwohnhaus                | Fachwerkwohnhaus                                          | Alsfeld, Untere Fulder Gasse 28/30 LageFlur: 1, Flurstück: 515, 516                          | |           | 13234 DDB  |
| Bild gesucht BW                 | Wohnhaus                                                  | Alsfeld, Untere Fulder Gasse 32 LageFlur: 1, Flurstück: 514/1                                | |           | 13235 DDB  |
| Fachwerkwohnhaus                | Fachwerkwohnhaus                                          | Alsfeld, Untere Fulder Gasse 34 LageFlur: 1, Flurstück: 507                                  | |           | 13236 DDB  |
| Fachwerkhaus                    | Fachwerkhaus                                              | Alsfeld, Untere Fulder Gasse 36 LageFlur: 1, Flurstück: 506                                  | |           | 13237 DDB  |
| weitere Bilder                  | Fachwerkwohnhaus                                          | Alsfeld, Untere Fulder Gasse 37/39 LageFlur: 1, Flurstück: 476, 477                          | |           | 13238 DDB  |
| Fachwerkhaus                    | Fachwerkhaus                                              | Alsfeld, Untere Fulder Gasse 38 LageFlur: 1, Flurstück: 505                                  | |           | 13239 DDB  |
| Ehemaliges Hallenhaus           | Ehemaliges Hallenhaus                                     | Alsfeld, Untere Fulder Gasse 40 LageFlur: 1, Flurstück: 504/3                                | |           | 13240 DDB  |
| Doppelhaus                      | Doppelhaus                                                | Alsfeld, Untere Fulder Gasse 41/43 LageFlur: 1, Flurstück: 478, 479/1                        | |           | 13241 DDB  |
| weitere Bilder                  | Fachwerkwohnhaus                                          | Alsfeld, Untere Fulder Gasse 45/47 LageFlur: 1, Flurstück: 497, 498                          | |           | 13242 DDB  |
| Fachwerkgebäude                 | Fachwerkgebäude                                           | Alsfeld, Untere Fulder Gasse 49/51 LageFlur: 1, Flurstück: 499, 500                          | |           | 13243 DDB  |
| Fachwerkwohnhaus                | Fachwerkwohnhaus                                          | Alsfeld, Untere Fulder Gasse 53 LageFlur: 1, Flurstück: 501                                  | | 1736      | 13244 DDB  |
| weitere Bilder                  | Doppelhaus                                                | Alsfeld, Untergasse 1/3 LageFlur: 1, Flurstück: 536, 537                                     | |           | 13245 DDB  |
| weitere Bilder                  | Wohnhaus                                                  | Alsfeld, Untergasse 2 LageFlur: 1, Flurstück: 623                                            | |           | 13246 DDB  |
| weitere Bilder                  | Fachwerkbau                                               | Alsfeld, Untergasse 7 LageFlur: 1, Flurstück: 539                                            | |           | 13247 DDB  |
| weitere Bilder                  | Fachwerkhaus                                              | Alsfeld, Untergasse 8 LageFlur: 1, Flurstück: 620/2                                          | |           | 13248 DDB  |
| weitere Bilder                  | Wohnhaus                                                  | Alsfeld, Untergasse 10 LageFlur: 1, Flurstück: 619/1                                         | |           | 13249 DDB  |
| weitere Bilder                  | Fachwerkwohnhaus                                          | Alsfeld, Untergasse 11 LageFlur: 1, Flurstück: 565/2                                         | |           | 13250 DDB  |
| weitere Bilder                  | Fachwerkhaus                                              | Alsfeld, Untergasse 12/14 LageFlur: 1, Flurstück: 617/5, 618/1                               | Monumentales, dreigeschossiges Doppelhaus mit reichem Schnitzwerk am Quergebälk, gute Zimmermannskunst aus der reichen Zeit des Fachwerkbaus Anfang des 17. Jahrhunderts, im Erdgeschoss stark verändert. |           | 13251 DDB  |
| weitere Bilder                  | Fachwerkhaus                                              | Alsfeld, Untergasse 13 LageFlur: 1, Flurstück: 566/2                                         | |           | 13252 DDB  |
| weitere Bilder                  |                                                           | Alsfeld, Untergasse 17 LageFlur: 1, Flurstück: 568                                           | |           | 13253 DDB  |
| weitere Bilder                  | sogenanntes Rentamt                                       | Alsfeld, Untergasse 19 LageFlur: 1, Flurstück: 605                                           | | 1710      | 13254 DDB  |
| weitere Bilder                  | Fachwerkhaus                                              | Alsfeld, Untergasse 22 LageFlur: 1, Flurstück: 610/1                                         | Hervorragend gezimmertes Fachwerkhaus des 17. Jahrhunderts mit schöner Haustürumrahmung und Eckpfosten mit Schuppenornamentik. Die Farbfassung aus neuer Zeit. |           | 13255 DDB  |
| weitere Bilder                  | Doppelhaus                                                | Alsfeld, Untergasse 24/26 LageFlur: 1, Flurstück: 607, 608                                   | |           | 13256 DDB  |
| weitere Bilder                  | Fachwerkwohnhaus                                          | Alsfeld, Untergasse 25 LageFlur: 1, Flurstück: 664/1                                         | |           | 13257 DDB  |
| weitere Bilder                  | Fachwerkwohnhaus                                          | Alsfeld, Untergasse 27/29 LageFlur: 1, Flurstück: 665/8, 666                                 | |           | 13258 DDB  |
| weitere Bilder                  | Wohnhaus                                                  | Alsfeld, Untergasse 31 LageFlur: 1, Flurstück: 668                                           | |           | 13259 DDB  |
| weitere Bilder                  | Fachwerkhaus                                              | Alsfeld, Untergasse 32 LageFlur: 1, Flurstück: 660                                           | |           | 13260 DDB  |
| weitere Bilder                  | Wohnhaus                                                  | Alsfeld, Untergasse 33 LageFlur: 1, Flurstück: 669                                           | |           | 13261 DDB  |
| weitere Bilder                  | Fachwerkhaus                                              | Alsfeld, Untergasse 34 LageFlur: 1, Flurstück: 659                                           | |           | 13262 DDB  |
| weitere Bilder                  | Schule                                                    | Alsfeld, Volkmarstraße 6 LageFlur: 1, Flurstück: 993                                         | | 1912      | 13263 DDB  |
| Wohnhaus                        | Wohnhaus                                                  | Alsfeld, Volkmarstraße 9 LageFlur: 1, Flurstück: 362/2                                       | |           | 13264 DDB  |
| weitere Bilder                  | Landhausbau                                               | Alsfeld, Volkmarstraße 14 LageFlur: 1, Flurstück: 983                                        | |           | 13265 DDB  |
| Bild gesucht BW                 | Wohnhaus                                                  | Alsfeld, Walkmühlenweg 4 LageFlur: 1, Flurstück: 964/1                                       | | um 1910   | 12294 DDB  |
| Bild gesucht BW                 | Wohnhaus                                                  | Alsfeld, Walkmühlenweg 11 LageFlur: 20, Flurstück: 29/4                                      | | 1709      | 13266 DDB  |
| Bild gesucht BW                 | Autobahnmeisterei                                         | Alsfeld, Wilhelm-Stabernack-Straße 2 LageFlur: 28, Flurstück: 105/5                          | |           | 13356 DDB  |
| Bild gesucht BW                 | Güterbahnhof                                              | Alsfeld, Zeller Weg 13 LageFlur: 11, Flurstück: 103/5                                        | | 1915      | 952461 DDB |